# فيفا 15
فيفا 15 (بالإنجليزية: FIFA 15)‏ هي لعبة فيديو من نوع كرة القدم من تطوير إي أيه كندا ونشر إي آيه سبورتس، صدرت اللعبة بتاريخ 23 سبتمبر عام 2014م على بلاي ستيشن 3، بلاي ستيشن 4، بلاي ستيشن فيتا، نينتندو 3دي إس، وي، ويندوز، إكس بوكس ون، إكس بوكس 360، آي أو إس، وأندرويد.هذه هي اللعبة الأخيرة في سلسلة فيفا التي ستكون متاحة على أجهزة Wii والأجهزة المحمولة.
وهي أول لعبة في سلسلة فيفا يتم ترخيصها بالكامل من قبل الدوري الإنجليزي الممتاز، ويتم إدراج اللغة العربية لأول مرة في قائمتها. تلقت فيفا 15 مراجعات إيجابية عبر جميع الأنظمة الأساسية، على الرغم من أن إصدار الكمبيوتر الشخصي على وجه الخصوص تعرض لانتقادات بسبب مقدار الأخطاء التي ظهرت عند الإصدار.

## أغلفة اللعبة
- كلينت ديمبسي [3]
- تيم كيهيل
- غونزالو هيغواين
- روبرت ليفاندوفسكي
- يحيى الشهري

## أسلوب اللعب
ذكرت شركة إي آيه أنه على بلاي ستيشن 4 وإكس بوكس ون سوف يكون لحراس المرمى ردة فعل وذكاء صناعي مختلف عن بقية النسخ، وأيضا سوف تكون هناك طرق أخرى لتسجيل الأهداف. أيضا عندما تلعب خلال المباراة سوف تتأثر أرضية الملعب لكن ذلك لن يؤثر على حركة الكرة وتشتهر اللعبة بطور أولتميت تيم (ULTIMATE TEAM) وهو عبارة على بناء فريق قوي وجلب لاعبين مميزين عن طريق الحزم أو سوق الانتقالات وكان كثير من الاشخاص الذين يلعبون اللعبة بشراء القطع النقدية من مواقع بيع القطع النقدية مقابل دولارات وحاولت شركة إي آيه منع بيع القطع النقدية بأنشاء تحديث برايس رينجس أبديت (Price Ranges Update) وهو ما جعل معظم الناس يغضبون بوصفهم بأن الشركة استغلاليه.

## المسابقات
في 24 يوليو 2014 أعلنت إي آيه أن الدوري الإيطالي الممتاز سوف يكون مرخص بشكل كامل في فيفا 15. وفي 30 يوليو 2014 أعلنت إي آيه أن الأندية البرازيلية لن تكون حاضرة في فيفا 15 بسبب عدم القدرة على التوصل إلى اتفاق مع أصحاب الحقوق. وفي 7 أغسطس 2014 كشفت إي آيه أن دوري السوبر التركي سيعود إلى السلسلة.

## احتفالات اللاعبين
تشمل الاحتفالات بالأهداف الجديدة التي ظهرت في اللعبة لويس سواريز «قبلة المعصم»، وزلاتان إبراهيموفيتش الذي يركل راية الركنية، واحتفال كريستيانو رونالدو بهدفه الثاني ضد السويد في التصفيات المؤهلة لكأس العالم 2014 حيث يرفع ذراعيه. ويشير إلى أسفل.

## الإصدار
تم إصدار عرض تجريبي في 9 سبتمبر 2014، مع ثلاثة فرق جديدة - تشيلسي وليفربول ونابولي - إلى جانب الفرق التجريبية للعبة السابقة: بوروسيا دورتموند، برشلونة، مانشستر سيتي، بوكا جونيورز وباريس سان جيرمان.
تم نشر قائمة كاملة ببطولات الدوري والأندية والمنتخبات الوطنية في اللعبة على موقعها الرسمي يوم 18 سبتمبر مع الوصف «تجربة أصالة كرة القدم الحقيقية مع فيفا 15 - تضم 35 دوريًا مرخصًا وأكثر من 600 نادي وأكثر من 16000 لاعب و 41 ملعبًا مرخصًا».
وقعت EA Sports صفقة مع الدوري الإنجليزي الممتاز بصفتها الشريك الرسمي للتكنولوجيا الرياضية. بهذه الطريقة يتم ترخيص EA بموجب تطوير الدوري الممتاز. تسمح هذه الصفقة بإدراج جميع ملاعب الدوري الإنجليزي الممتاز العشرين في اللعبة، بما في ذلك الملاعب السبعة من فيفا 14. لوحات تسجيل الدوري الإنجليزي والرسومات التليفزيونية موجودة أيضًا في اللعبة، بالإضافة إلى حكام واقعيين وهتافات ولوحات إعلانية.
دوري الدرجة الأولى الإيطالي مرخص بالكامل في فيفا 15. جميع فرق دوري الدرجة الثانية باستثناء الفرق الثلاثة التي هبطت من 2013-14 الدوري الإيطالي، والعديد من الأندية الأرجنتينية، تتميز بشعارات وأطقم عامة. لم يتم ترخيص نادي Campeonato Brasileiro Série A والأندية البرازيلية، بسبب عدم التوصل إلى اتفاق مع أصحاب الحقوق، لكن دوري Süper Lig التركي يعود إلى السلسلة. يظهر المنتخب البرازيلي لكرة القدم في اللعبة، على الرغم من عدم إدراج الدوري المحلي.
إحدى الميزات الجديدة المضافة للعبة فيفا 15 هي أن جميع ملاعب الدوري الإنجليزي الممتاز العشرين مُدرجة ومرخصة رسميًا. في 19 سبتمبر، تم نشر قائمة الملاعب في اللعبة على موقعها الإلكتروني، إلى جانب 31 ملعبًا عامًا.
يعود ليونيل ميسي كنجم الغلاف الرئيسي لجميع المناطق على الغلاف العالمي. لعب ميسي دور البطولة على غلاف جميع أقساط امتياز FIFA منذ FIFA 13 ، عندما حل محل واين روني. بعض المناطق لديها لاعب من تلك المنطقة يلعب دور البطولة مع ميسي. قد لا تحتوي منصات نينتندو على متغيرات مترجمة من غلاف اللعبة متاحة، أو تحتوي على لاعب إضافي، في مناطق محددة.

## الأستقبال
| استقبال |                                        |
| --- | -------------------------------------- |
| الدرجات الإجمالية المجموع نقاط غيم رانكينغز (PS4) 81.57% [ 10 ] (XONE) 82.17% [ 11 ] (PC) 64.00% [ 12 ] ميتاكريتيك (PS4) 82/100 [ 13 ] (XONE) 84/100 [ 14 ] (PC) 82/100 [ 15 ] نتائج المراجعة نشرة نقاط يورو غيمر 7/10 [ 16 ] غيم إنفورمر 9.25/10 [ 17 ] غيم سبوت 8/10 [ 18 ] غيمز رادار [ 19 ] آي جي إن 8.3/10 [ 20 ] مجلة إكس بوكس الرسمية (الولايات المتحدة) 8/10 [ 21 ] بي سي غيمر (الولايات المتحدة) 78/100 [ 22 ] Hardcore Gamer 4/5 [ 23 ] |                                        |
| الدرجات الإجمالية |                                        |
| المجموع | نقاط                                   |
| غيم رانكينغز | (PS4) 81.57% (XONE) 82.17% (PC) 64.00% |
| ميتاكريتيك | (PS4) 82/100 (XONE) 84/100 (PC) 82/100 |
| نتائج المراجعة |                                        |
| نشرة | نقاط                                   |
| يورو غيمر | 7/10                                   |
| غيم إنفورمر | 9.25/10                                |
| غيم سبوت | 8/10                                   |
| غيمز رادار | [ 19 ]                                 |
| آي جي إن | 8.3/10                                 |
| مجلة إكس بوكس الرسمية (الولايات المتحدة) | 8/10                                   |
| بي سي غيمر (الولايات المتحدة) | 78/100                                 |
| Hardcore Gamer | 4/5                                    |

تلقت فيفا 15 مراجعات إيجابية بشكل عام من النقاد. مراجعة موقع التجميع غيم رانكينغز يوفر متوسط تصنيف 81.57٪ بناءً على 15 مراجعة لإصدار بلاي ستيشن 4. حصل إصدار Xbox One على متوسط مماثل بنسبة 82.17٪ بناءً على 12 مراجعة، وإصدار الكمبيوتر الشخصي 64.00٪ بناءً على مراجعتين. أعطى موقع ميتاكريتيك لتجميع المراجعة آخر إصدار بلاي ستيشن 4 82/100 بناءً على 29 مراجعة، وإكس بوكس ون 84/100 بناءً على 19 مراجعة وإصدار الكمبيوتر الشخصي 82/100 بناءً على 5 مراجعات.
أعطى كريس شيلينغ من IGN النتيجة 83٪ للعبة، قائلاً: «لا تزال فيفا 15 واحدة من أفضل المحاكاة الرياضية، مع رسوم متحركة رائعة وأجواء مباراة كبيرة»، على الرغم من اكتشاف عيوب في الاستخدام المتكرر للقواطع وجودة الذكاء الاصطناعي للعبة.
أعطى جون روبرتسون، محرر في GameSpot درجة 8 من أصل 10 للعبة، وخلص إلى «إذا كنت تبحث عن كرة قدم مثيرة ومبالغ فيها ومسلية للغاية، فإن لعبة FIFA 15 هي اللعبة التي يجب الحصول عليها» ولكنه كان ينتقد تعليق اللعبة.
أعطى ستيف هانلي من Hardcore Gamer اللعبة 4 من 5، قائلاً «الاستفادة بذكاء من قدرات الجيل الحالي مع الذكاء العاطفي الإضافي والرسوم المتحركة المحسّنة، هذا هو أجمل لقب EA Sports هذا العام بسهولة»، لكنه انتقد «نسبيًا» لم تتغير أوضاع اللعبة.
اشتكى بعض المستخدمين من أن نسختهم من FIFA 15 عانت من التأخر والتلعثم وحلقات الصوت، بالإضافة إلى مشاكل في اللعب والإضاءة. تم إصدار تصحيحات لإصدار الكمبيوتر الشخصي من اللعبة، لإصلاح العديد من الأخطاء، لكن مشكلة التأتأة الرئيسية لا تزال دون حل.

## قائمة الدوريات
| - الأرجنتين - دوري الدرجة الأولى الأرجنتيني - أستراليا/ نيوزيلندا - دوري الدرجة الأولى الأسترالي - النمسا - بوندسليغا النمسا لكرة القدم - بلجيكا - الدوري البلجيكي للمحترفين - تشيلي - الدوري التشيلي لكرة القدم - كولومبيا - الدوري الكولومبي لكرة القدم - الدنمارك - دوري السوبر الدنماركي - إنجلترا/ ويلز - الدوري الإنجليزي الممتاز - دوري البطولة الإنجليزية - الدوري الإنجليزي الدرجة الأولى - فرنسا/ موناكو - الدوري الفرنسي الدرجة الأولى - الدوري الفرنسي الدرجة الثانية - ألمانيا - بوندسليغا - بوندسليغا 2 - إيطاليا - الدوري الإيطالي الممتاز - الدوري الإيطالي الدرجة الثانية - المكسيك - الدوري المكسيكي لكرة القدم | - هولندا - الدوري الهولندي الممتاز - النرويج - الدوري النرويجي الممتاز - بولندا - الدوري البولندي الممتاز - البرتغال - الدوري البرتغالي لكرة القدم - جمهورية أيرلندا/ أيرلندا الشمالية - دوري أيرلندا الشمالية الممتاز - روسيا - الدوري الروسي الممتاز - السعودية - الدوري السعودي الممتاز - اسكتلندا - الدوري الاسكتلندي الممتاز - كوريا الجنوبية - الدوري الكوري الجنوبي لكرة القدم - إسبانيا - الدوري الإسباني لكرة القدم - دوري الدرجة الثانية الإسباني - السويد - الدوري السويدي الممتاز - سويسرا - دوري السوبر السويسري - تركيا - دوري السوبر التركي - الولايات المتحدة/ كندا - الدوري الأمريكي لكرة القدم |

## وصلة خارجية
- الموقع الرسمي